# 魚竜館
魚竜館（ぎょりゅうかん）は、かつて宮城県本吉郡南三陸町歌津字管の浜194にあった複合資料館である。

## 概要
1990年、合併前の旧歌津町時代にオープンした。展示されているものは民俗資料と化石である。特筆すべきは、魚竜化石が発掘された状態で展示されていることである（発掘された場所の上に建物が建てられ、発掘した状態の維持が図られている）。ここで展示されている魚竜化石は前期三畳紀のウタツサウルスではなく、中期三畳紀のミクソサウルス類、通称「管の浜魚竜」である。また、海外から贈られた大型標本等も収められていた。民俗資料については地元の産業の道具が展示されており、旧歌津町の産業の歴史が学べる。地元の特産品販売や食事スペースもあり、観光がてらに食事・買い物を楽しむ観光客が多かった。来場者は、2010年には6万人を超えた。

## 東日本大震災による被災
2011年3月11日の東日本大震災で被災した。化石の標本は、がれきに埋もれ、しかも、地盤が1メートルほど沈下したため、展示されていた化石は海中に水没した。化石などの収蔵品の大部分が東北大学文化財レスキューチームの協力により救出され、破損部分は修復され、その一部が2013年3月より歌津コミュニティ図書館に展示されていた。
2016年1月21日現在、建物は解体され、再建は未定である。図書館での展示は終了し、化石標本は南三陸町で保管されている。

## アクセス
- JR東日本気仙沼線歌津駅駅下車